# Serwer aplikacji JEE
Serwer aplikacji Java EE (wcześniej J2EE) – serwer aplikacji, na którym działają aplikacje napisane w architekturze Java Enterprise Edition. Po wersji 1.4 nazywana Java EE.

## Darmowe serwery aplikacji Java EE
- Apache Geronimo
- GlassFish
- JBoss Application Server
- ObjectWeb JOnAS

## Komercyjne serwery aplikacji Java EE
- IBM WebSphere Application Server
- Oracle WebLogic Server
- Oracle AS/OC4J (nierozwijany, porzucony na rzecz WebLogic Server)
- SAP Web Application Server